# Oxyporus bucholtzii
Oxyporus bucholtzii är en svampart som först beskrevs av Bondartsev & Ljub., och fick sitt nu gällande namn av Y.C. Dai & Niemelä 1995. Oxyporus bucholtzii ingår i släktet Oxyporus, klassen Agaricomycetes, divisionen basidiesvampar och riket svampar.   Inga underarter finns listade i Catalogue of Life.